# Inalatore aerosol dosato
Un inalatore aerosol dosato, in lingua inglese Metered Dose Inhaler (MDI), è una tipologia di inalatore che rilascia una specifica quantità di farmaco per i polmoni, una breve nuvoletta spray di medicamento sotto forma di aerosol, che viene autosomministrata da parte del paziente proprio grazie ad una inalazione.

## Descrizione
Un inalatore predosato è costituito da tre componenti principali. Il contenitore che è prodotto in alluminio o acciaio inossidabile mediante un processo di imbutitura, e che è deputato a contenere la formulazione da inalare; la valvola di dosaggio, che consente l'erogazione di una precisa quantità dosata di formulazione ad ogni azionamento; infine un il boccaglio che permette al paziente di azionare il dispositivo e dirige l'aerosol verso i polmoni. La formulazione è costituita dal farmaco, da un propellente gas liquefatto e, in molti casi, da alcuni eccipienti con funzione stabilizzante.

## Utilizzo
È un sistema di rilascio più comunemente usato per trattare l'asma bronchiale, la broncopneumopatia cronica ostruttiva (BPCO) ed altre malattie delle vie respiratorie.
Il medicamento contenuto in un inalatore aerosol dosato in genere è un broncodilatatore oppure un corticosteroide o ancora una combinazione precostituita di entrambi per il trattamento dell'asma e della BPCO.
Altri medicamenti utilizzati con minore frequenza attraverso un inalatore aerosol dosato includono alcune molecole stabilizzatrici delle mastcellule (mastociti) come ad esempio il cromoglicato di sodio oppure il nedocromil.